# Međunarodni pravni subjektivitet
Međunarodni pravni subjektivitet podrazumjeva da je neki subjekt, kao lice nosilac međunarodnih prava i obveza (prema međunarodnom pravu) i da je neposrjedno podvrgnut međunarodno-pravnom poretku. Generalno, međunarodni pravni subjektivitet je svojstvo vezano za međunarodna lica koja mogu da se pojavljuju pred međunarodnim sudovima. Konkretnije to su pravne osobe s pravnim kapacitetom da posjeduju (od drugih pravnih lica priznata) međunarodna prava i međunarodne obveze i odgovornosti, a posebno to su sposobnost lica da tuži (i da bude tužena), vrši ugovaranje i zaključuje međunarodne ugovore i učlanjuje se u međunarodne organizacije, da stiče i raspolaže imovinom, ima međunarodne imunitete i privilegije, predstavlja se diplomatski, i vrši sve druge međunarodne pravne akte (jednostrane, dvostrane ili višestrane), kao i pravne procese i poslove svojstvene ovakvim pravnim licima. Međunarodni pravni subjekti su države i međunarodne organizacije. Pod ovim organizacijama označava se udruženje država osnovano međunarodnim ugovorom s posjebnim međunarodnim pravnim subjektivitetom odvojenim od subjektiviteta država-članica, koje posjeduje zajedničke organe i posjeban status za vršenje svojih međunarodno-pravnih sposobnosti i funkcija.
Države inherentno posjeduju pravnu sposobnost da budu lice nosioc međunarodnih prava i obveza. Ova sposobnost potiče iz svojstava suvereniteta. 
U slučaju međunarodnih organizacija, u njihovom najvišem aktu (Povelji, Ustavu ili Statutu) po pravilu se određuje da ta organizacija ima takvu potrebnu pravnu sposobnost (lica) za vršenje svojih pravnih funkcija i pravnih poslova. U slučaju UN to je predviđeno na najopćiji način u Povelji UN. Po članku 104. Povelje UN: "Organizacija uživa na teritoriji svakog svog člana onu pravnu sposobnost koja joj je potrebna da vrši svoje funkcije i postiže svoje ciljeve" odnosno po članku 105.: "Organizacija uživa na teritoriji svakog svog člana one povlastice i imunitete koji su potrebni za postizanje njenih ciljeva.". Potom, u Općoj konvenciji o privilegijama i imunitetima UN, u članku I, je konkretnije utvrđeno da su UN pravno lice i da imaju sposobnost a) sklapati ugovore, b) stjecati i otuđivati pokretnu i nepokretnu imovinu, c)izlaziti pred sudove.